# Lygosoma simonettai
Lygosoma simonettai är en ödleart som beskrevs av  Lanza 1979. Lygosoma simonettai ingår i släktet Lygosoma och familjen skinkar. Inga underarter finns listade i Catalogue of Life.